# Жиловка мяса

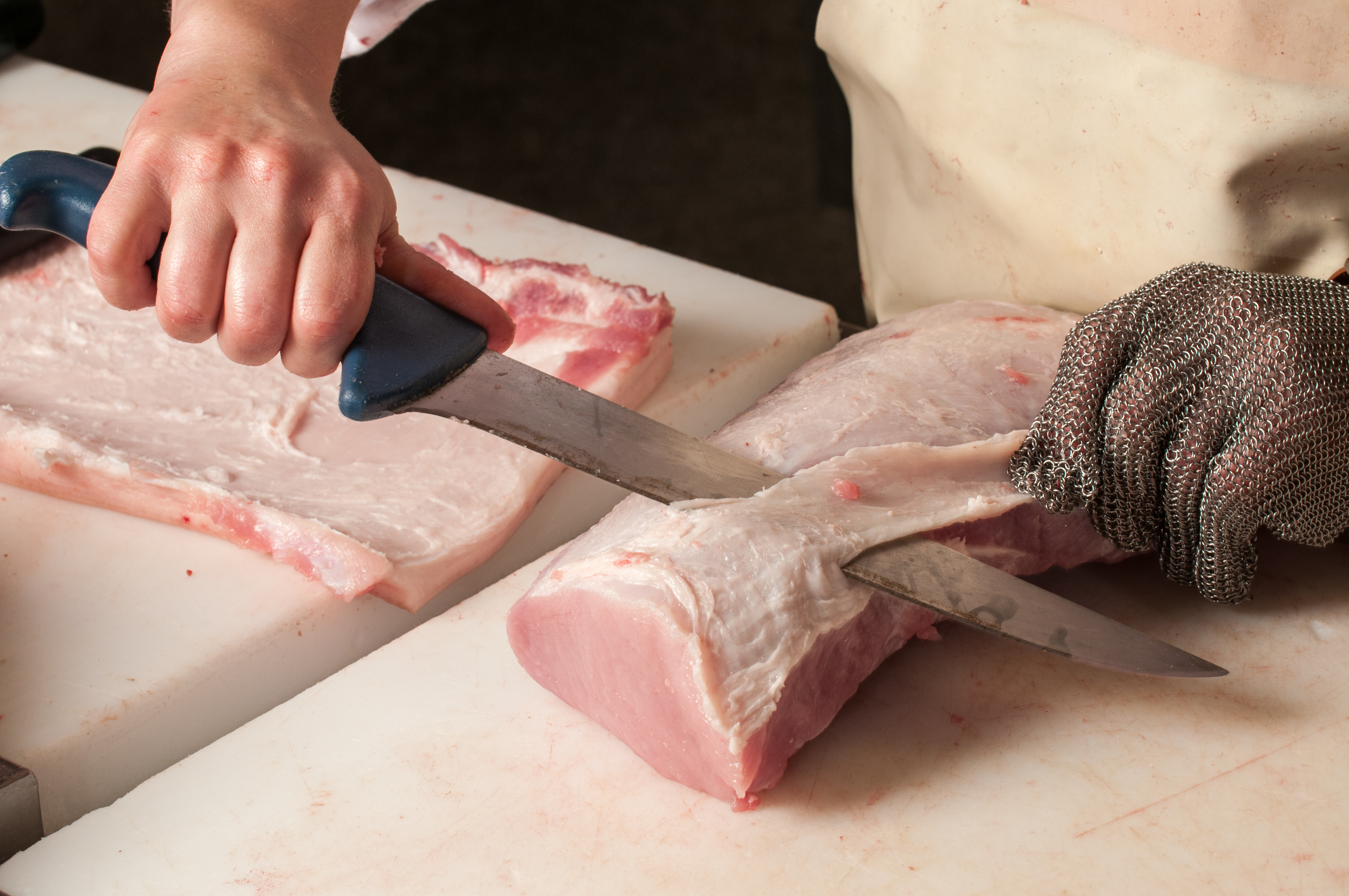
Удаление соединительной ткани со свиной корейки

Жило́вка мяса — отделение мяса от мелких костей, оставшихся после обвалки, а также сухожилий, хрящей, кровеносных сосудов и плёнок и последующее разделение мяса по сортам в зависимости от содержания жировой и соединительной тканей. Мышечные ткани в процессе жиловки разрезают на более мелкие куски по линии соединения мускулов. Жиловка производится вручную специальным ножом с широким длинным лезвием. В целях повышения производительности труда жиловщики специализируются на определённых частях туши.
Говядину при жиловке распределяют по трём сортам. В говядине первого сорта допускается наличие соединительной ткани в виде плёнок не более 6 %, во втором сорте говядины жир и соединительная ткань могут составлять не более 20 %. Свинину при жиловке разделяют на три сорта: нежирную (не более 10 % жировой ткани — межмышечного и мягкого жира), полужирную (30—50 % жировой ткани) и жирную (50—80 % жировой ткани). Баранину при жиловке делят на жирную (с наличием подкожного жира) и нежирную.